# Йеротей Тавмакски
Йеротей (на гръцки: Ιερόθεος, Йеротеос) е гръцки духовник, митрополит на Вселенската патриаршия.

## Биография
На 15 март 1860 година е избран за гардикийски епископ. През ноември 1876 година подава оставка. През декември 1877 година е избран за тавмакски епископ от Светия синод на Лариската митрополия. Избирането му е признато от Светия синод на Вселенската патриаршия през май 1878 година. Умира в началото на май 1880 година.